# Laura Cayouette
Laura Cayouette, née le 11 juillet 1964 à Washington, D.C., (État de Washington, États-Unis), est une actrice, réalisatrice et scénariste américaine.

## Filmographie

### Actrice

#### Cinéma
- 1996 : Étoile du soir (The Evening Star) de Robert Harling  : Becky, l'actrice du sitcom
- 1997 : Lovelife de Jon Harmon Feldman : la femme à la fenêtre
- 1998 : Drôles de Papous (Krippendorf's Tribe) de Todd Holland : la femme du studio TV
- 1998 : Ennemi d'État (Enemy of the State) de Tony Scott : Christa Hawkins
- 1998 : Pour l'amour du jeu (For Love of the Game) de Sam Raimi : la masseuse
- 2000 : Meeting Daddy de Peter Gould : une fille (non crédité)
- 2000 : Baby Luv de Robert Martin Carroll : Megan
- 2001 : Anacardium de Scott Thomas : Ashley
- 2004 : Kill Bill : Volume 2 de Quentin Tarantino : Rocket
- 2004 : Intermission (court-métrage) de Laura Cayouette : la fille du papier-toilette
- 2005 : Daltry Calhoun de Katrina Holden Bronson : Wanda Banks
- 2007 : Plane of the Dead (Flight of the Living Dead: Outbreak on a Plane) de Scott Thomas : Dr. Kelly
- 2008 : Hell Ride de Larry Bishop : Dani
- 2008 : The Appearance of Things de Jim Tassopulos : Elizabeth
- 2008 : Pulse 2: Afterlife (vidéo) de Joel Soisson : Amy
- 2008 : Pulse 3 (vidéo) de Joel Soisson : Amy
- 2009 : Thirsty (court-métrage) d'Andrew Kasch : la présentatrice (voix)
- 2011 : Never Back Down 2 de Michael Jai White : Vale
- 2011 : Green Lantern de Martin Campbell : une invitée à la fête
- 2011 : Brawler de Chris Sivertson
- 2011 : Lone Star Trixie (court-métrage) de Laura Cayouette : Trixie
- 2012 : Abraham Lincoln, chasseur de vampires (Abraham Lincoln: Vampire Hunter)  de Timur Bekmambetov : Vadoma Maid
- 2012 : Django Unchained de Quentin Tarantino : Lara Lee Candie-Fitzwilly
- 2013 : Insaisissables (Now You See Me) de Louis Leterrier
- 2014 : Dark Places de Gilles Paquet-Brenner : La mère de Krissi Cates
- 2014 : Vertiges d'Erik Van Looy : Mme Kotkin
- 2017 : Summertime de Gabriele Muccino

#### Télévision
- 1995 : Present Tense, Past Perfect (court-métrage) de Richard Dreyfuss
- 1996 : The Larry Sanders Show - Saison 5, épisode 1 : Carol
- 1996 : Friends - Saison 3, épisode 22 : Cailin
- 1999 : Fantasy Island - Saison 1, épisode 12
- 1999 : Diagnostic : Meurtre (Diagnosis Murder) - Saison 6, épisode 15 : Evette
- 1999 : Nash Bridges - Saison 4, épisode 21 : Stephanie Green
- 1999 : Le Flic de Shanghaï (Martial Law) - Saison 2, épisode 8 : Kay Morgan
- 2000 : Le Caméléon (The Pretender) - Saison 4, épisode 12 : Agent Jenna McGann
- 2000 : JAG - Saison 5, épisode 24 : Lieutenant Irene Charlton

### Réalisatrice et scénariste
- 2004 : Intermission (court-métrage)
- 2011 : Lone Star Trixie (court-métrage)